# 議奏
議奏（ぎそう）とは、
- 律令制度のもと、太政官が政務に関して審議し、結論が出た事柄について、天皇に上奏すること。
- 公家の職制の一つ。主に鎌倉時代初期及び江戸時代中期以後に存在したものが知られている。本項において解説。

## 鎌倉時代
文治元年（1185年）10月18日、後白河法皇は源義経の要請により源頼朝追討宣旨を下すが、翌月の義経没落で苦しい状況に追い込まれた。後白河院は頼朝に「天魔の所為」と弁明するが（『吾妻鏡』11月15日条、『玉葉』11月26日条）、頼朝は院の独裁を掣肘するために廟堂改革要求を突きつける。内容は「行家義経に同意して天下を乱さんとする凶臣」である平親宗・高階泰経ら12名の解官、議奏公卿10名による朝政の運営（九条兼実・徳大寺実定・三条実房・中御門宗家・中山忠親・藤原実家・土御門通親・吉田経房・藤原雅長・日野兼光）、兼実への内覧宣下だった（『吾妻鏡』12月6日条、『玉葉』12月27日条）。また、義経の任国だった伊予を兼実の知行国にしたのをはじめ、実定・宗家・実家・通親・雅長にも新たに知行国が給付された。頼朝の議奏に対する期待は大きく、翌文治2年（1186年）4月30日付の議奏公卿に宛てた書状には「天下の政道は群卿の議奏によって澄清せらるべきの由、殊に計ひ言上せしむるところなり」「たとひ勅宣・院宣を下さるる事候といへども、朝のため世のため、違乱の端に及ぶべきの事は、再三覆奏せしめたまふべく候なり」と記されている（『吾妻鏡』同日条）。しかし議奏に指名された公卿は頼朝との面識はなく、頼朝追討宣旨に賛同した実定が含まれるなど、必ずしも親鎌倉派という陣容ではなかった。頼朝から内覧推薦の書状を受け取った兼実は「夢のごとし幻のごとし」と驚愕し（『玉葉』12月27日条）、関東と密通しているという嫌疑をかけられるのではないかと怯えている（『玉葉』12月28日条）。他の公卿についても一方的かつ突然の就任要請だったと見られ、後白河院と頼朝の対立の矢面に立たされることに困惑する者も多かったと推測される。その後、面々のほとんどが院庁別当として後白河院に取り込まれてしまい、議奏はその機能を停止した。ただし、その後も朝廷内にて必要に応じて設置された形跡があり、西園寺公衡の日記である『公衡公記』の正応元年（1288年）正月の記事に「議奏公卿」の名前が登場している。

## 江戸時代
江戸時代には、天皇に近侍し、勅命を公卿以下に伝え、議事を奏上した。定員は4名で毎日交代で1名が宮中・林和靖間に昼夜待機して天皇に仕え、必要に応じて他の3名も出仕した。
寛文3年1月5日（1663年）、幼少である霊元天皇の補佐を目的として葉室頼業・園基福・正親町実豊・東園基賢の4名が任命されたのを嚆矢とする。制度の設置の背景には当時院政を行っていた後水尾法皇の意向があったと考えられている。当初は年寄衆・御側衆などとも呼ばれていたが、貞享3年12月7日（1686年）に霊元天皇は源頼朝の故事から「議奏」の名称を選定し、以後この名称で固定された。
元々、摂家を除く堂上公家は室町時代以来、毎日交替（番）で禁裏御所に伺候・宿直する禁裏小番の役目を与えられており、天皇との親疎によって内々（うちうち）と外様に分けられ、この他にも院や東宮に伺候する者もおり、「院参衆」や「東宮近習」などと呼ばれてきた。年寄衆（御側衆）が設置されたのは禁裏小番の中より新天皇の側に仕える近習「奥之番」21名を選定したのと同時であり、葉室ら4名は奥之番を兼務し、その責任者の立場でもあった。当初は年寄衆（御側衆）や奥之番は本来の内々・外様の小番と掛け持ちであったが、寛文10年（1670年）10月10日に年寄衆（御側衆）の禁裏小番が免除され、翌寛文11年（1671年）には、奥之番も本番所（内々・外様のそれぞれに設けられた詰所）への出仕が免除された。奥之番になった者は依然として内々・外様の名簿には名前が残されていたものの実質的には第三の小番と言える近習小番が成立することになる。しかし、この年に霊元天皇と一部の近習小番が花見を開いて泥酔する騒動を起こし、後水尾法皇は改めて年寄衆（御側衆）に対して武家伝奏と連携して近習小番の監督を行うように命じている。
羽林家・名家出身の35歳以上の近習経験者が任命され、当番日以外の日にもいつでも参内を必要とする可能性があることから、実質全日勤務とみなされたために禁裏小番など公家に対する義務のいくつかは免除された。天皇の側近として朝儀・公事・人事・法制など幅広い分野における諮問を行い、天皇出御の際には常に従った。また、奏上・宣下に関する手続にあたり、朝廷の諸奉行・禁裏小番に直接命令を伝えるなど、朝廷の運営の中枢に立ち、摂家・武家伝奏に次ぐ要職であった。摂関や幕府ですら掌握できない天皇の日常の動静を知る立場となるために、議奏は就任に際しては血判誓書を武家伝奏に提出するなどの厳重な手続を要した。このため、役料として朝廷から20石（50俵相当）が与えられ、延宝7年（1679年）江戸幕府からも別途40石（100俵相当）が与えられた。
議奏の仕事として、天皇に対する奏上と天皇からの宣下に関する事務やそれに関係して関白以下の廷臣が天皇と会見をする際の日程の調整などを行っていた。勿論、廷臣たちは後宮の長橋局を経由するなどの方法で天皇と会見するなど他の手段もあったが、公式な会見を設定できるのは議奏のみであり、議奏を通さない会見に基づく上奏や宣下は法的には無効とされていた。
1868年1月3日（慶応3年12月9日）の王政復古により摂関・幕府等を廃絶すると共に議奏についても廃止した。
なお、議奏によって作成された公的な日記である議奏日次案が今日も一部が現存している。
議奏を廃止したときの暫定的な職制で、議定の輩一人つづこれまで通り議奏の如く林和靖間に詰させた。
1868年（慶応4年2月）には参与職の公卿に林和靖間詰を命じ、同年3月31日（同年3月8日）に（元議奏橋本実久の子）橋本実麗に参与職林和靖間詰を命じて旧議奏商量の事務を管させていたが、同年6月12日（同年閏4月21日）に政体書を布告したときに蔵人所と共に林和靖間詰を廃止した。